# Joachim Boldt (Schauspieler)
Joachim Boldt (* 13. November 1914 in Dresden; † 20. Juli 1996) war ein deutscher Schauspieler bei Bühne, Film und Fernsehen.

## Leben und Wirken
Boldt erhielt seine Schauspielausbildung an der Schauspielschule des Deutschen Theaters Berlin. Es folgten seit dem Zweiten Weltkrieg Engagements in Essen, Dresden, Frankfurt, Berlin und Wuppertal. Bereits 1953 stieß der Dresdner zum Fernsehen, drehte anschließend aber auch mehrere Kinofilme. Seit 1959 wirkte Boldt regelmäßig in Fernsehspielen mit und verkörperte dort unter anderem Offiziere, Kapitäne, Polizisten, Sekretäre und Untersuchungsrichter.

## Filmografie
- 1953: Raskolnikow
- 1955: Urlaub auf Ehrenwort
- 1956: Waldwinter
- 1957: Der Verdammte
- 1957: Der Fuchs von Paris
- 1959: Liebe, Luft und lauter Lügen
- 1959: Der König ist tot
- 1960: Der Prozeß Mary Dugan
- 1961: Die Ehe des Herrn Mississippi
- 1962: Jeder stirbt für sich allein
- 1963: Der Fall Rohrbach
- 1963: Die Wölfe
- 1965: Preis der Freiheit
- 1966: Die schwarze Hand
- 1966: Standgericht
- 1966: Das Millionending (Fernseh-Zweiteiler)
- 1967: Der Seidenprinz
- 1968: Das Kriminalmuseum (TV-Serie, zwei Folgen)
- 1968: Kidnap – Die Entführung des Lindbergh-Babys
- 1968: Berliner Antigone
- 1969: Ahnenerbe
- 1969: Spion unter der Haube
- 1971: Chronik der laufenden Ereignisse

## Einzelnachweis
1. ↑  laut Filmarchiv Kay Weniger. IMDb und filmportal.de nennen den 11. Februar 1915

| Personendaten    | Personendaten                                        |
| ---------------- | ---------------------------------------------------- |
| NAME             | Boldt, Joachim                                       |
| KURZBESCHREIBUNG | deutscher Schauspieler bei Bühne, Film und Fernsehen |
| GEBURTSDATUM     | 13. November 1914                                    |
| GEBURTSORT       | Dresden                                              |
| STERBEDATUM      | 20. Juli 1996                                        |